# Poggio Pelato
Il Poggio Pelato (299 m s.l.m.) è un rilievo collinare delle Colline Livornesi situato in diretta prossimità della frazione del Gabbro.
Non deve confondersi con il vicino Monte Pelato, che è invece il rilievo collinare sovrastante Rosignano Solvay e Castiglioncello (anche se quest'ultimo viene comunemente indicato con il nome Poggio Pelato).